# Stade Ammochostos
Le Stade Ammochostos (en grec moderne : Στάδιο Αμμόχωστος) est un stade de football chypriote situé à Larnaca.
D'une capacité de 5 500 places, il accueille les matches à domicile du Nea Salamina Famagouste, club de première division chypriote.